# .mu
.mu는 모리셔스의 인터넷 국가 코드 최상위 도메인이다. MUNIC에서 관리한다. 1995년에 개설되었다. 음악과 박물관 사이트에 쓰이기도 한다.

## 2차 도메인
- .com.mu - 상업
- .net.mu - 네트워크
- .org.mu - 비영리단체
- .gov.mu - 정부 조직
- .ac.mu - 대학 협회
- .co.mu - 상업(새 등록이 가능하지 않다.)
- .or.mu - 비영리단체